# Kleanza Creek Park
Kleanza Creek Park är en park i Kanada.   Den ligger i provinsen British Columbia, i den sydvästra delen av landet, 3 800 km väster om huvudstaden Ottawa. Kleanza Creek Park ligger 97 meter över havet.
Terrängen runt Kleanza Creek Park är bergig åt nordost, men åt sydväst är den kuperad. Kleanza Creek Park ligger nere i en dal.Närmaste större samhälle är Terrace, 15,8 km sydväst om Kleanza Creek Park.
I omgivningarna runt Kleanza Creek Park växer i huvudsak barrskog. Trakten runt Kleanza Creek Park är nära nog obefolkad, med mindre än två invånare per kvadratkilometer.